# I Will Always Love You and Other Greatest Hits
"I Will Always Love You" and Other Greatest Hits är ett samlingsalbum av Dolly Parton, släppt i april 1996 då Dolly Parton lämnade skivbolaget RCA Records. Samlingen innehöll material från fyra av hennes sex album på CBS.

## Låtlista
1. Why'd You Come in Here Lookin' Like That
2. Yellow Roses
3. White Limozeen
4. Eagle When She Flies
5. Romeo
6. Rockin' Years (med Ricky Van Shelton)
7. To Daddy
8. Silver and Gold
9. He's Alive
10. I Will Always Love You (med Vince Gill)